# Scott Cohen
Scott E. Cohen (* 19. prosince 1961 New York) je americký herec. Narodil se jako syn jazzového muzikanta Jacka Cohena. 

## Soukromý život
Navštěvoval Newyorskou státní universitu v New Paltz, kde se při kurzu pantomimy zamiloval do herecké profese. V roce 1989 se oženil s dramatičkou Anastasií Trainovou a mají spolu syna Liama (* 1995).

## Kariéra
V roce 1990 byl obsazen do role Lyneho filmu  Jákobův žebřík. Roku 2000 ztvárnil postavu Vlka, jednoho z hlavních hrdin, v minisérii Desáté království.

## Filmografie

### Film
| Rok  | Název                              | Role                   | Poznámky            |
| ---- | ---------------------------------- | ---------------------- | ------------------- |
| 1990 | Jakubův žebřík                     | doktor                 |                     |
| 1992 | Králové mamba                      | Bernadito              |                     |
| 1993 | Sweet Evil                         | Mike                   |                     |
| 1995 | Nikdo není sám                     | internista             |                     |
| 1996 | Náhradní matka                     | Michael Miller         |                     |
| 1996 | Vibrations                         | Simeon                 |                     |
| 1997 | Soukromé neřesti                   | Friend                 |                     |
| 1997 | Camp Stories                       | Schnair                |                     |
| 1997 | A Brother's Kiss                   |                        |                     |
| 1997 | Fall                               | Derick                 |                     |
| 1998 | Lepší život                        | Larry                  |                     |
| 1999 | Cross-Eyed                         | Melville               |                     |
| 2000 | King of the Jungle                 | strážník Norman Turner |                     |
| 2001 | Líbat Jessicu Steinovou            | Josh Meyers            |                     |
| 2003 | Psychoanalysis Changed My Life     | Nick Zurmer            | krátkometrážní film |
| 2004 | Smyčka                             | Dave Siegel            |                     |
| 2005 | The Circle                         | Stan                   |                     |
| 2006 | Brother's Shadow                   | Jake Groden            |                     |
| 2007 | Mitch Albom's For One More Day     | Len Benetto            |                     |
| 2008 | The Understudy                     | Jonny                  |                     |
| 2009 | Fortune                            | Gabriel Leguard        |                     |
| 2009 | Freud's Magic Powder               | Philipp Freud          | krátkometrážní film |
| 2009 | Winter of Frozen Dreams            | Barbary právník        |                     |
| 2009 | The Other Woman                    | Jack                   |                     |
| 2009 | Všichni jsou v pohodě              | hudebník               |                     |
| 2009 | Moonlight Serenade                 | David Volgler          |                     |
| 2010 | Meet My Boyfriend!!!               |                        | krátkometrážní film |
| 2010 | Není zač                           | Dr. Lerner             |                     |
| 2010 | Capture the Flag                   | Luke Edwards           | krátkometrážní film |
| 2010 | Láska a jiné kratochvíle           | Ted Goldstein          |                     |
| 2011 | I'm Coming Over                    | Werner                 | krátkometrážní film |
| 2011 | Loveless                           | Ricky                  |                     |
| 2011 | 3 Weeks to Daytona                 | Chuck Weber            |                     |
| 2012 |                                    | Jackson                |                     |
| 2012 | Magic: The Gathering - The Musical | Dark Stranger          | krátkometrážní film |
| 2013 | Mocnější než slova                 | Nick Spano             |                     |
| 2015 | To Whom It May Concern             | Mike                   |                     |
| 2015 | Anesthesia                         | Dr. Laffer             |                     |
| 2016 | Takoví jsme                        | Tom                    |                     |
| 2016 | Jack of the Red Hearts             | Mark Adams             |                     |
| 2017 | Active Adults                      | Mick                   |                     |
| 2018 | Write When You Get Work            | Guy Brinckerhoff       |                     |
| 2018 | Braid                              | detektiv Siegel        |                     |
| 2018 | The Week Of                        | Ron                    |                     |

### Televize
| Rok       | Název                                                  | Role                     | Poznámky                               |
| --------- | ------------------------------------------------------ | ------------------------ | -------------------------------------- |
| 1994      | Policie New York                                       | Eddie Reyna              | díl: „Double Abandando“                |
| 1994      | One Life to Live                                       | Ray Martino              |                                        |
| 1995      | Zprávy z New Yorku                                     | Greg Wilson              | díl: „The Using Game“                  |
| 1995      | The Wharf Rat                                          | Matt Martin              | TV film                                |
| 1996      | Mafián                                                 | Gene Gotti               | TV film                                |
| 1997      | Feds                                                   | Rod Nesbitt              | díl: „Missing Pieces“                  |
| 1997      | Zákon a pořádek                                        | Eddie Newman             | 3 díly                                 |
| 1997      | Oz                                                     | Agent Jeremy Goldstein   | díl: „God's Chillin'“                  |
| 1997      | Dellaventura                                           |                          | díl: „Music of the Night“              |
| 1997      | Zvláštní efekty                                        | Michael                  | 2 díly                                 |
| 1998      | Gia                                                    | Mike Mansfield           | TV film                                |
| 1998      | New York Undercover                                    | Petrello                 | díl: „Mob Street“                      |
| 2000      | Silent Witness                                         | Soriano                  | TV film                                |
| 2000      | Dokonalá vražda, dokonalé město                        | Steve Thomas             | TV film                                |
| 2000      | Desáté království                                      | Vlk                      | limitovaný seriál,                     |
| 2000      | Policie New York                                       | Detektiv Harry Denby     | vedlejší role, 11 dílů                 |
| 2000-2003 | Gilmorova děvčata                                      | Max Medina               | vedlejší role, 11 dílů                 |
| 2001      | Hledač talentů                                         | Michael True             | TV film                                |
| 2002      | Advokáti                                               | Mitchell Wheeler         | 2 díly                                 |
| 2002-2003 | Street Time                                            | James Liberti            | hlavní role, 20 dílů                   |
| 2004      | The Men's Room                                         | Charlie                  | 4 díly                                 |
| 2004      | Beze stopy                                             | Bernie Scoggins          | díl: „Malone v. Malone“                |
| 2005      | Vražedná čísla                                         | James Grace              | díl: „Jednoduchý cíl“                  |
| 2005-2006 | Zákon a pořádek: Porota                                | Detektiv Chris Ravell    | hlavní role, 10 dílů                   |
| 2006      | Smrtelná nákaza                                        | guvernér Mike Newsome    | TV film                                |
| 2007      | Oprah Winfrey Presents: Mitch Albom's For One More Day |                          | TV film                                |
| 2008      | Cashmere Mafia                                         | Nicholas Branch          | díl: „Stay with Me“                    |
| 2008      | The Return of Jezebel James                            | Marcus Sonti             | 4 díly                                 |
| 2009      | Zákon a pořádek: Zločinné úmysly                       | Neil Hayes-Fitzgerald    | díl: „Předstírat smrt“                 |
| 2009      | Kriminálka New York                                    | Aaron Lesnick            | díl: „Yahrzeit“                        |
| 2009      | The Amazing Mrs. Novak                                 | Simon Wright             | TV film                                |
| 2010      | The Untitled Michael Jacobs Pilot                      | Josh                     | neprodaný televizní pilot              |
| 2010      | Castle na zabití                                       | Stan Holliwell           | díl: „Špinavý polda“                   |
| 2010      | Chirurgové                                             | Dr. Tom Evans            | díl: „Hook, Line and Sinner“           |
| 2010      | Kriminálka Las Vegas                                   | Aaron Custer             | díl: „Doctor Who“                      |
| 2010      | Slunečno, místy vraždy                                 | senátor Donald Chapman   | díl: „Exposed“                         |
| 2010      | Havaj 5-0                                              | Roland Lowry             | díl: „Rodinná pouta“                   |
| 2010      | Spravedlnost v krvi                                    | Dr. Warren Wakefield     | díl: „Chinatown“                       |
| 2011      | Spravedlnost pro Natalee Hollowayovou                  | John Q. Kelly            | TV film                                |
| 2011      | Larry, kroť se                                         | Ira                      | díl: „Car Periscope“                   |
| 2011      | Vzpomínky                                              | Dr. Sam Barlow           | díl: „Spirited Away“                   |
| 2011–2012 | Pan Am                                                 | Everett Henson           | 3 díly                                 |
| 2011-2013 | Necessary Roughness                                    | Nico Careles             | hlavní role, 26 dílů                   |
| 2012      | Lovci zločinů                                          | Inspektor Doug Rasmussen | díl: „Riskantní podnik“                |
| 2013-2014 | The Carrie Diaries                                     | Harlan Silver            | 6 dílů                                 |
| 2014      | Jak prosté                                             | Nolan Sharp              | díl: „Corpse De Ballet“                |
| 2015      | Allegiance                                             | Mark O'Connor            | hlavní role, 13 dílů                   |
| 2015      | Film U                                                 | Billy                    | limitovaný seriál, 6 dílů              |
| 2016      | Případy pro Lauru                                      | Vince Santiani           | díl: „The Mystery of the End of Watch“ |
| 2016      | Dobrá manželka                                         | Jeffrey Nachmann         | díl: „Unnamed“                         |
| 2016–2018 | Miliardy                                               | Pete Decker              | 3 díly                                 |
| 2018      | The Americans                                          | Glenn Haskard            | 6 dílů                                 |
| 2018      | K smrti trapný                                         | Roy Brenner              | 2 díly                                 |
| 2018      | Posedlý pomstou                                        | Kasparov                 | díl: „Strelochnik“                     |
| 2018      | The Fix                                                | Ezra Wolf                |                                        |